# Badia Tedalda
Badia Tedalda é uma comuna italiana da região da Toscana, província de Arezzo, com cerca de 1 215 habitantes. Estende-se por uma área de 119 km², tendo uma densidade populacional de 10 hab/km². Faz fronteira com Borgo Pace (PU), Casteldelci (PU), Pennabilli (PU), Pieve Santo Stefano, Sansepolcro, Sant'Agata Feltria (PU), Sestino, Verghereto (FC).

## Demografia
| Variação demográfica do município entre 1861 e 2011                               |
|                                                                                   |
| Fonte: Istituto Nazionale di Statistica (ISTAT) - Elaboração gráfica da Wikipedia |